# جاش دانکلی اسمیت
جاش دانکلی اسمیت (انگلیسی: Josh Dunkley-Smith؛ زادهٔ ۲۸ june ۱۹۸۹ (۳۵ سال)) ورزشکار روئینگ اهل استرالیا است. وی بین سال‌های ۲۰۰۶ تا ۲۰۱۸ میلادی فعالیت می‌کرد.
وی در مسابقات کشوری و بین‌المللی در مجموع برندهٔ ۴ مدال نقره، ۴ مدال برنز شده‌است.